# Laurence Werner David
 (mai 2022).
Si vous disposez d'ouvrages ou d'articles de référence ou si vous connaissez des sites web de qualité traitant du thème abordé ici, merci de compléter l'article en donnant les références utiles à sa vérifiabilité et en les liant à la section « Notes et références ».
Laurence Werner David, née en 1970 à Angers, est une écrivaine française. Elle publie poèmes et romans.

## Biographie
Originaire de Bouchemaine, Laurence Werner David a étudié la psychologie clinique et la littérature à l'Université Paris V. Après avoir travaillé comme clinicienne en milieu carcéral, elle enseigne aujourd’hui en tant que professeure de lettres dans un lycée parisien.
En 1999, elle reçoit le prix littéraire de la vocation pour son recueil de poésie Éperdu par les figures du vent.
Elle participe à la revue remue.net et travaille régulièrement avec des musiciens et des plasticiens (Flavia Fenaroli, Anne Paulus, Francis Limérat…).
En 2025 elle achève une pièce intitulée Le Silence d'Elma pour les étudiants du Conservatoire de Drancy où elle est accueillie en résidence en 2024-2025.

## Œuvre romanesque
Ce ne sont pas des romans sur des thèmes qu’écrit Laurence Werner David mais des expériences où les humains sont poussés à leurs dernières limites, tentant d’ouvrir notre regard sur l’espèce humaine. C’est le « secret » auquel est suspendue la connaissance des êtres humains qui résonne ici, dans un dialogue permanent entre réalité et subjectivité. Des couples ou des trios s’affrontent, des filiations sont questionnées, autant d’enquêtes qui viennent scruter ce qu’est le risque de laisser l’Autre pénétrer son intimité avec une obsession constante et centrale dans chaque roman : qu’est-ce qui lie un être humain à un autre ? L’accumulation des éprouvés intimes, l'indication des moindres gestes ou des labyrinthiques détours de la conscience, tout cet afflux du réel provoque un sentiment d'irréalité qui nous mène vers un ailleurs célébrant la puissance infinie de la fiction.
Ainsi dans Le roman de Thomas Lilienstein, comme dans les précédents romans de Laurence Werner David, on retrouve une fascination pour les secrets de l’intime, pour les géographies intérieures comme extérieures. L’écriture procède par dévoilements et questionnement. Lire le roman de Thomas Lilienstein, c’est faire un voyage dans une histoire complexe d’amours et de transmission, c’est affronter « ces choses qui ne sont pas résolues, que l’on transmet aux générations suivantes, au moins à la génération du fils ou de la fille, et qu’aucun élan de vie ne refoule assez puissamment, assez exceptionnellement. C’est « une réflexion passionnante sur le genre du roman, sur la mémoire et sur la transmission ».
À la surface de l’été, triptyque romanesque, engage le lecteur sur le « tranchant des limites ». Limites des liens sur lesquels se construisent ou se déconstruisent les univers affectifs. Limites que la tension poétique du langage prend en compte et tend sans cesse à repousser par une écriture tout à la fois puissante et riche. Il se dégage de chacun des trois récits, proches et pourtant distincts – chacun est ponctué par une broderie qui le singularise –, un climat de fascination qui trace son sillon en profondeur, longtemps après que les histoires se sont délitées, absorbées par la « dureté blanche » de la montagne.
Par les lieux qu’il choisit, les zones d’ombre qu’il arpente mais aussi par la grâce des victoires intimes, À mes yeux est un roman sur la beauté et le danger de vivre. Un impératif catégorique dans l’œuvre de Laurence Werner David : Tout, de la peur, de la déroute, du sentiment d’échec, et même de la détresse morale et physique, doit être transmué par la beauté que recèle le monde du secret. Le secret comme élan vital à la pulsion mortifère qui nous entoure, mais aussi comme lieu d’absorption des agressions et des chocs, lieu transitoire et nécessaire qui seul permet de renouveler le goût de nous lier les uns aux autres. À mes yeux est entièrement consacré à un double drame : celui d’un crime, clair et mat, et l’autre, disparate, troué, volcanique, inquiétant, qui n’apparaît que fugitivement, par les interstices du paysage. C’est un monde, ici, qui ne s’entend pas d’une totalité cosmique ou d’une globalité historique. C’est plutôt, plus modestement mais plus activement, l’agent d’une immédiateté à laquelle la vie est sans cesse confrontée, lors même qu’elle vise les horizons de la plus lointaine vérité ; un immédiat qui lui donne sa consistance et bien souvent son pouvoir de jouissance. Dans la fascination de l’auteure pour l’intérieur, c’est bien l’attirance des corps qui s’énonce, autrement dit leur dépendance. C’est elle qui noue les destins et anime l’intrigue (…) Au cœur des récits, ou des romans de Laurence Werner David, très souvent, il existe un désir commun à ces destins qui se croisent, une sorte de retour à l’animalité. Retour où se conjugueraient attirance et hantise, dans un trouble effet de fascination. La sauvagerie apparaît rarement au grand jour, si ce n’est lointainement, dans l’écho d’un meurtre ou d’une disparition. Mais elle est omniprésente à l’écriture, et fait de chaque récit une sorte de perpétuelle prémonition.

## Œuvre
- Éperdu par les figures du vent, Sens, Éditions Obsidiane, coll. « Vocation », 1999, 58 p.  (ISBN 2-911914-23-6) - Prix Bleustein-Blanchet de la vocation, prix de la vocation en poésie 1999[8]
- Un autre dieu pour Violette, Paris, Éditions Verticales, 2003, 76 p.  (ISBN 2-84335-141-3)[8]
- Contrefort, Paris, Éditions Verticales, 2006, 347 p.  (ISBN 2-07-077569-0)
- Est-ce, si loin ?, photographies de Philippe Bertin, Paris, Les Éditions du Huitième Jour, 2007, 55 p.  (ISBN 978-2-914119-87-0)
- Le Roman de Thomas Lilienstein, Paris, Éditions Buchet/Chastel, coll. « Qui vive », 2011, 395 p.  (ISBN 978-2-283-02511-6)
- À la surface de l'été : triptyque romanesque, Paris, Éditions Buchet/Chastel, coll. « Qui vive », 2013, 156 p.  (ISBN 978-2-283-02626-7)
- À mes yeux, Paris, Éditions Buchet/Chastel, coll. « Qui vive », 2017, 240 p.  (ISBN 978-2-283-03002-8)
- Le Guet, Paris, Éditions Lanskine, 2020, 56 p.  (ISBN 2359630237)
- L'Effet de la lave, Paris, Éditions Lanskine, coll.« Théâtre », 2023, 108 p.  (ISBN 978-2-35963-085-5)
- Quitter Hurlevent, Paris, Quidam éditeur, 2024, 312 p.  (ISBN 9782374913179)